# 옐레나 글레보바

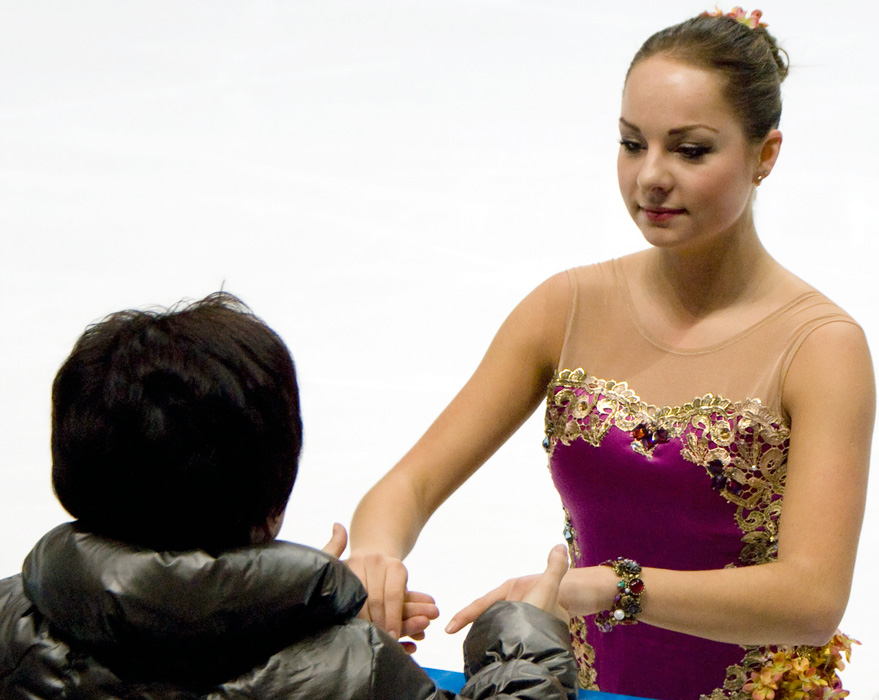
2010년 컵 오브 러시아 당시의 코치인 안나 레반디와 글레보바

엘레나 글레보바(에스토니아어: Jelena Glebova, 1989년 6월 16일~)는 에스토니아의 피겨스케이팅 선수이다. 올림픽에 3회(2006, 2010, 2014) 참가했으며 에스토니아 선수권 대회에서 7회 우승했다.

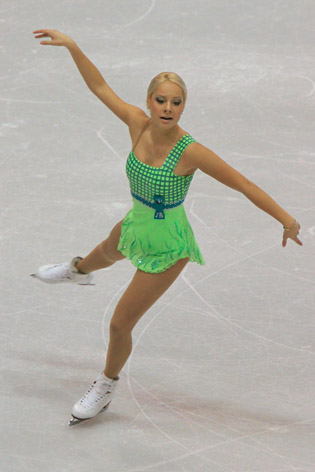
2009년 스케이트 아메리카 당시의 글레보바

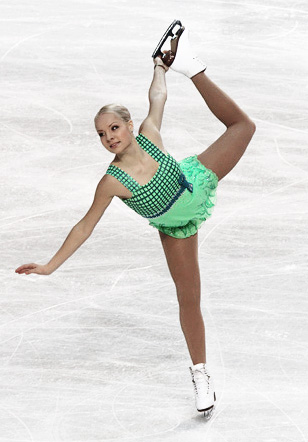
2010년 유럽 선수권 대회 당시의 글레보바

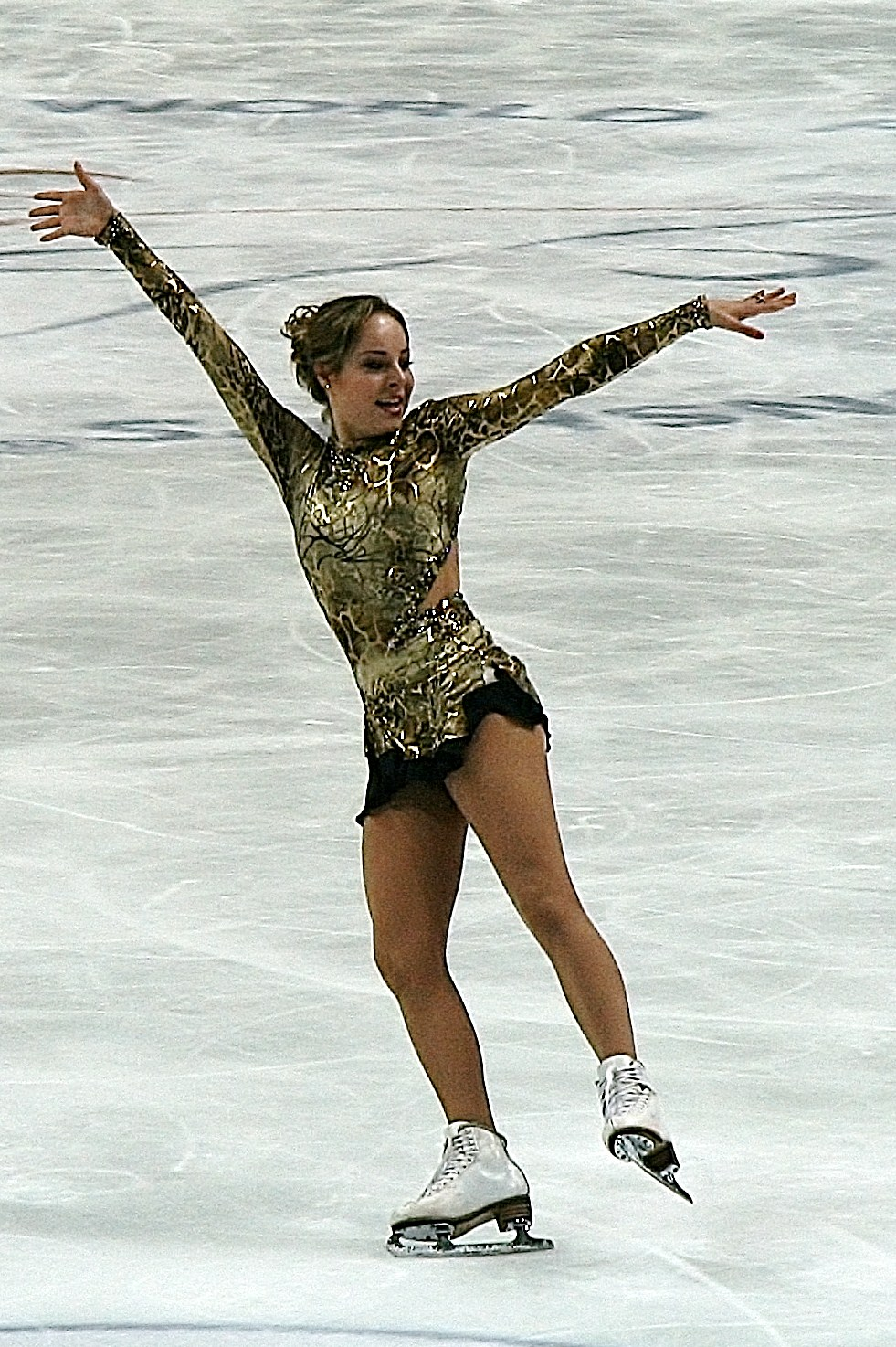
2011년 세계 선수권 대회 당시의 글레보바

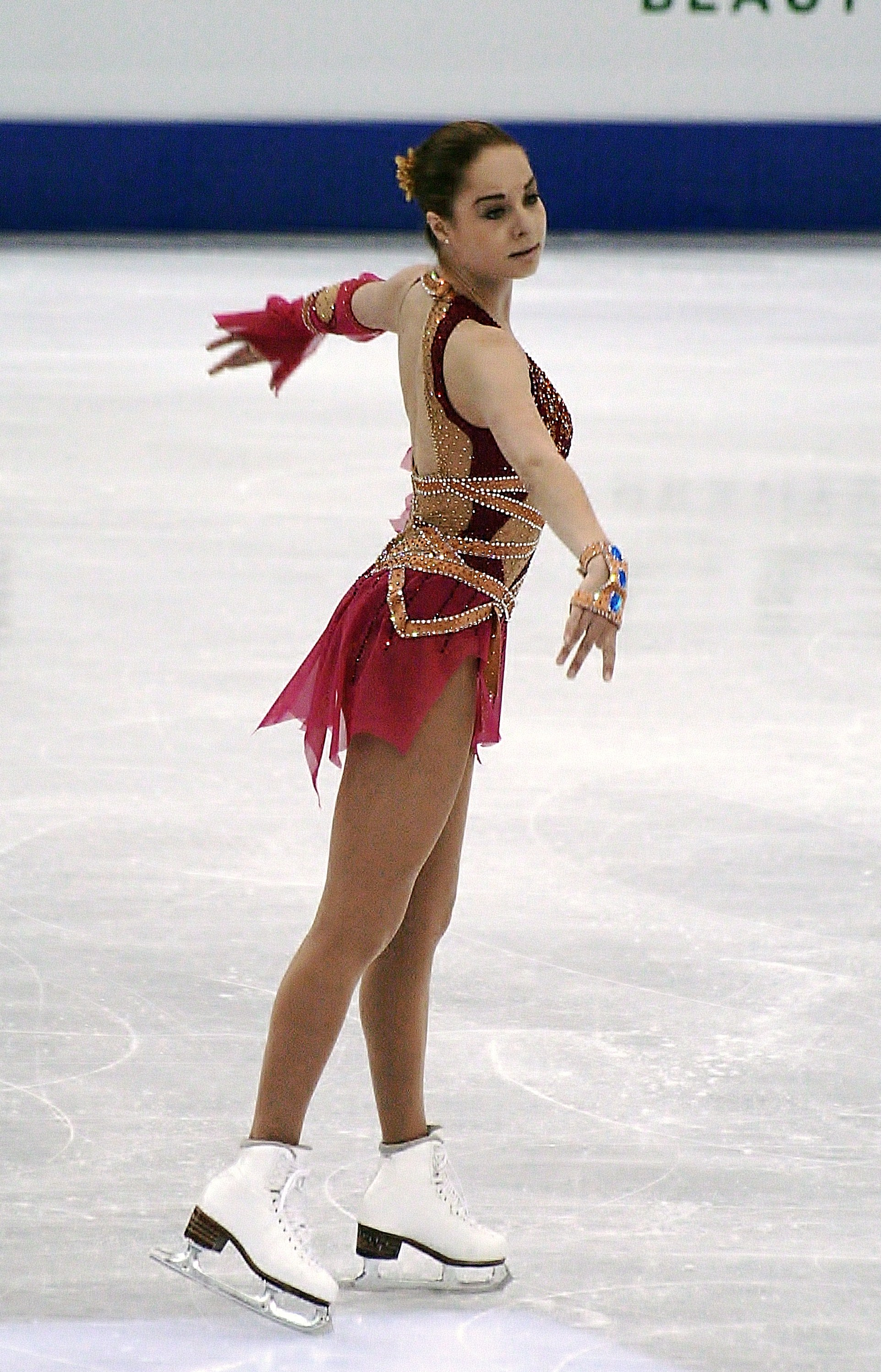
2012년 세계 선수권 대회 당시의 글레보바

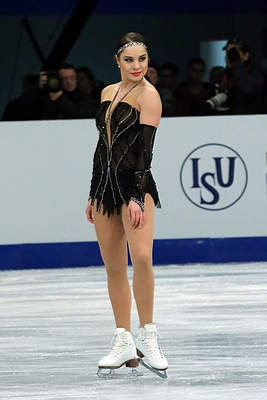
2014년 유럽 선수권 대회 당시의 글레보바